# Premio Oskar Pfister
El Premio Oskar Pfister fue creado por la Asociación Estadounidense de Psiquiatría (AEP), junto con la Asociación de Clérigos de Salud Mental (actualmente Asociación de Capellanes Profesionales) en 1983, para honrar a aquellos que hicieran contribuciones significativas al campo de la religión y la psiquiatría. El galardonado ofrece una conferencia en el congreso de la AEP durante el año de la adjudicación (aunque la conferencia de 2002 fue ofrecida por Susan Larson, en nombre de su difunto esposo). El premio lleva su nombre en honor de Oskar Pfister, un capellán que discutió los aspectos religiosos de la psicología con Sigmund Freud.

## Galardonados con el premio
- 1983 - Jerome D. Frank
- 1984 - Wayne Oates
- 1985 - Viktor Frankl
- 1986 - Hans Küng
- 1987 - Robert Jay Lifton
- 1988 - Oliver Sacks
- 1989 - William W. Meissner
- 1990 - Peter Gay
- 1991 - Robert Coles
- 1992 - Paulos Mar Gregorios
- 1993 - Paul R. Fleischmann
- 1994 - James W. Fowler III
- 1995 - Prakash Desai
- 1996 - Ann Belford Ulanov
- 1997 - Ana-Maria Rizzuto
- 1998 - Allen Bergin
- 1999 - Don S. Browning
- 2000 - Paul Ricoeur
- 2001 - Irvin D. Yalom
- 2002 - David Larson
- 2003 - Abraham Twerski
- 2004 - Elizabeth Bowman
- 2005 - Armand Nicholi
- 2006 - Ned H. Cassem
- 2007 - William R. Miller
- 2008 - Dan G. Blazer
- 2009 - Kenneth I. Pargament
- 2010 - George E. Vaillant
- 2011 - Clark S. Aist
- 2012 - Harold G. Koenig
- 2013 - Marc Galanter